# Henry Poole – Vom Glück verfolgt
Henry Poole – Vom Glück verfolgt ist ein US-amerikanischer Film aus dem Jahr 2008. Regie führte Mark Pellington, das Drehbuch schrieb Albert Torres.

## Handlung
Nachdem Henry Poole von seinem Arzt erfahren hat, dass er nur noch kurze Zeit zu leben hat, kauft er ein Haus in einer Vorstadt von Los Angeles. Er lernt seine Nachbarin Esperanza kennen und gibt ihr zu verstehen, dass er in Ruhe gelassen werden möchte. Poole lernt ebenfalls die alleinerziehende Nachbarin Dawn Stupek und deren stumme Tochter Millie kennen. Nach einem Gebet Esperanzas glaubt diese, das Gesicht Jesu Christi in einem Wasserfleck an einer Wand von Pooles Haus zu erkennen. Esperanza zeigt es den Mitgliedern und dem Pfarrer ihrer Kirchengemeinde.

## Kritiken
Robert Koehler schrieb am 23. Januar 2008 in der Online-Ausgabe der Zeitschrift Variety, der offiziell als ein besonders persönliches Projekt des Regisseurs Mark Pellington beschriebene Film beinhalte eine Prise eines interessanten Thrillers, sei aber ansonsten enttäuschend. Die „Standpauke“ über die Kraft des Glaubens und der Religion könne für ein „kindliches“ („childlike“) Publikum bestimmt sein. Luke Wilson könne man „wie immer“ mögen.

## Hintergründe
Der Film wurde in Los Angeles und in La Mirada (Kalifornien) gedreht. Die Weltpremiere fand am 21. Januar 2008 auf dem Sundance Film Festival statt.